# Willa Edvarda Beneša w Sezimovie Ústí

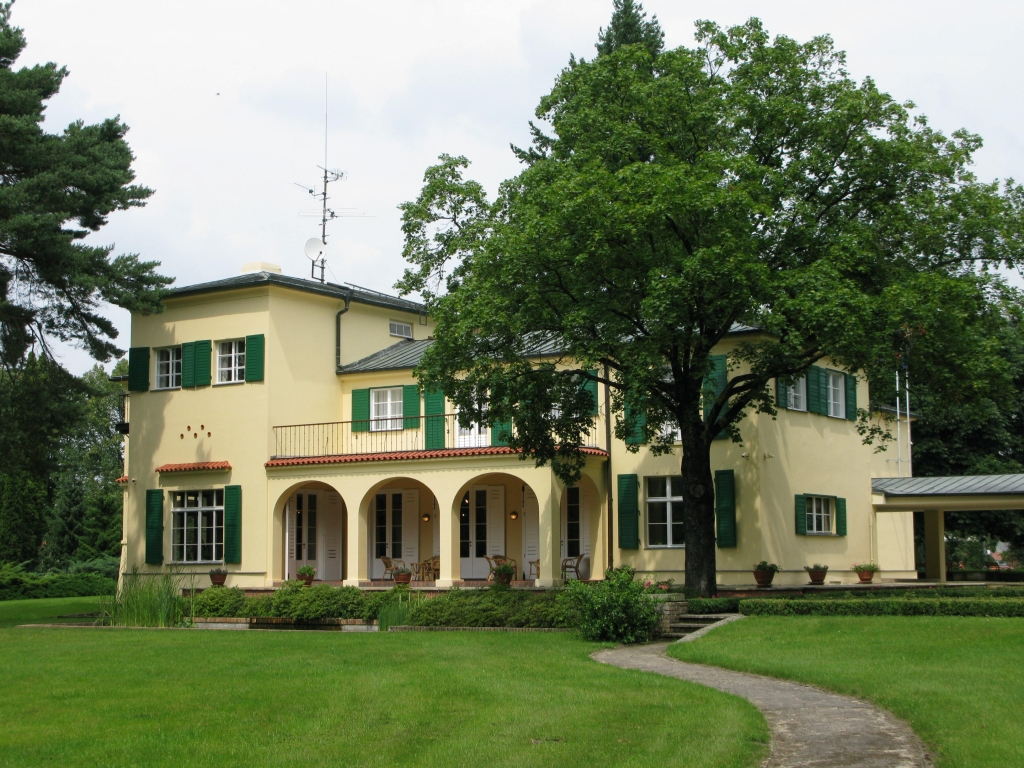
Willa Edvarda Beneša

Willa Edvarda Beneša w Sezimovie Ústí – letni dom Edvarda Beneša (prezydenta Czechosłowacji) w czeskiej miejscowości Sezimovo Ústí w pobliżu Tabora.

## Opis obiektu
Edvard Beneš, ze swoją małżonką, Haną, postanowił wybudować swój letni dom w Sezimovie Ústí. Budowa miała miejsce w latach 1930–1931 w dolinie rzek Lužnice i Kozského potoku. Projektantem domu był architekt Petr Kropáček. Obiekt miał przypominać południowofrancuskie wille z niskimi dachami i dużymi oknami. Z biegiem lat był jeszcze doposażony, np. w loggię, skrzydło, patio i inne. Po wybraniu Edvarda Beneša na stanowisko prezydenta, dobudowano jeszcze jeden służbowy obiekt na skraju terenów ogrodowych, dla pracowników kancelarii i obsługi.

## Rola i historia
Dzięki małżeństwu Benešów willa stała się ogniskiem spotkań dla przyjaciół i znajomych. Między nimi byli także najbliżsi sąsiedzi, np. dyplomata Ludvík Strimpl z rodziną, czy polityk Zdeněk Fierlinger z małżonką Olgą. Pojawiali się tutaj także pisarz Karel Čapek z Olgą Scheinpflugovą i Jan Masaryk.
Po śmierci swojego męża w 1948 w willi mieszkała od lata do jesieni tylko Hana Benešová. Większość wyposażenia przekazała taborskiemu Muzeum Rewolucji w celu stworzenia kolekcji pamiątek po mężu. Jednak po jej śmierci w 1975 dom zajęła powiatowa rada narodowa (Okresní národní výbor) w Taborze. Dom stał się własnością państwową.
Willę od tego czasu używano głównie w celach rekreacyjnych i wypoczynkowych. Zaszły wtedy poważne zmiany we wnętrzach, wstawiono także zupełnie nowe wyposażenie (meble). W latach 2006–2009 Urząd Rady Ministrów Republiki Czeskiej rozpoczął rekonstrukcję willi, zgodnie z pierwotnymi założeniami. Zwrócono oryginalne wyposażenie i meble. Od lata 2009 dom został, zgodnie z wolą Hanny Benešovej, udostępniony do zwiedzania.

## Ogród
Autorem kompozycji ogrodowej jest Otokar Fierlinger, brat Zdenka Fierlingera. Założenie nawiązuje do tradycji ogrodów angielskich z dużą liczbą małej architektury. Ogród, po akcji stopniowego dokupowania gruntów w latach 20. i 30. XX w., osiągnął powierzchnię 10 ha i uzyskał naturalne granice – doliny rzeki i potoku. Na południowo-zachodnim skłonie terenu, nad rzeką Lužnice znajduje się duże alpinarium – chluba Hanny Benešovej. Edvard Beneš interesował się za to bardziej drzewostanem i dbał o niego wspólnie z ogrodnikiem. W ogrodzie jest także kort tenisowy i dobudowany w latach 70. XX w. basen oraz molo na Kozskim potoku.

## Grobowiec Edvarda Beneša

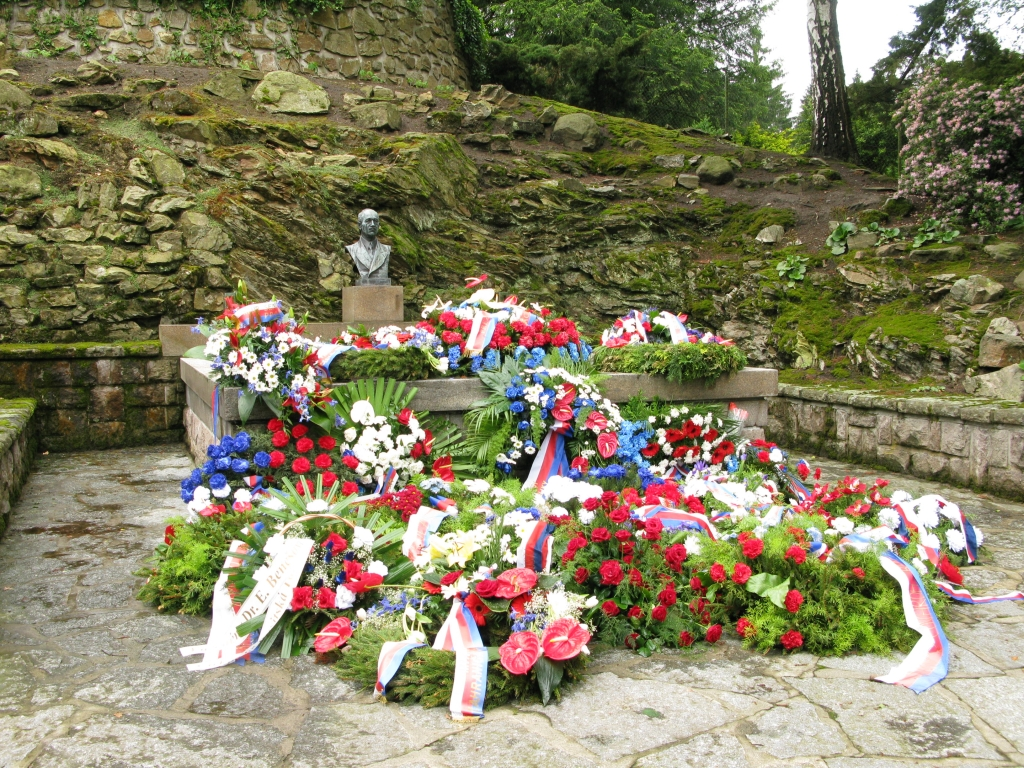
Grób Edvarda Beneša

Edvard Beneš wyraził wolę pochówku na terenie ogrodów przy willi. Po jego śmierci grobowiec zbudowano na niewielkim wzgórzu zwanym Kazatelna (czyli ambona, kazalnica), gdzie podobno kazania głosił Jan Hus. Architektem obiektu był Pavel Janák. Za życia żony prezydenta grobowiec udostępniono publiczności, później, od 1975, ogrody zamknięto. Ponownie uprzystępniono grób w 1990. 28 maja każdego roku odbywają się przy grobowcu specjalne uroczystości. W mauzoleum spoczywa także małżonka Edvarda Beneša (zmarła i pochowana w 1974).